# Vattenpolo vid medelhavsspelen 1975
Vattenpoloturneringen vid medelhavsspelen 1975 avgjordes i Alger i Algeriet. Endast herrarnas vattenpoloturnering genomfördes. I herrarnas turnering tävlade sex lag: Italien, Jugoslavien, Spanien, Grekland, Turkiet och Algeriet.

## Medaljsummering
| Gren                          | Guld    | Silver      | Brons   |
| Herrarnas vattenpoloturnering | Italien | Jugoslavien | Spanien |

## Placeringar
| \| Pl. \| Lag \| \| --- \| ----------- \| \| \| Italien \| \| \| Jugoslavien \| \| \| Spanien \| \| 4. \| Grekland \| \| 5. \| Turkiet \| \| 6. \| Algeriet \| |             |
| Pl. | Lag         |
| | Italien     |
| | Jugoslavien |
| | Spanien     |
| 4. | Grekland    |
| 5. | Turkiet     |
| 6. | Algeriet    |